# Marie-Anne Chabin
Pour les articles homonymes, voir Chabin.
Marie-Anne Chabin, née le 17 octobre 1959 à Issoudun, est une archiviste et diplomatiste française.

## Biographie
Diplômée de l'École des chartes, avec une thèse sur les relations franco-russes au XVIIIe siècle, elle est successivement directrice des Archives départementales de l'Essonne, conservateur à la direction des archives de France, consultant en gestion électronique de documents (GED) et responsable de la vidéothèque d'actualités de l'Institut national de l'audiovisuel (Ina). En 2000, elle crée son propre cabinet de conseil, Archive 17. De 2008 à 2014, elle est professeur associé au Cnam (Département « Culture, information, technique et société »), de 2014 à 2017 chargée de cours à l’université de Paris Ouest Nanterre La Défense et de 2017 à 2022 professeur associé à l'Université Paris-VIII. Depuis 2022, elle est chercheuse associée au Centre Jean-Mabillon de l’École des chartes.
Experte reconnue au niveau international pour l’archivage et la gestion de l’information numérique, elle participe à l’élaboration des normes ISO 15489 et MoReq et à la traduction en français de ces textes ainsi que des normes ISO 14721 OAIS et ICA-Req (ISO 16175) pour le Conseil international des archives. Elle est l'autrice d'articles et d'ouvrages sur l’archivage électronique, le document numérique et la place des archives dans la société. 
Marie-Anne Chabin est membre fondateur du Club des responsables de politiques et projets d’archivage (CR2PA), dont elle a été secrétaire générale pendant plusieurs années.

## Publications

### Livres
- Je pense, donc j'archive. L'archive dans la société de l'information, Paris, L'Harmattan, 1999
- Le management de l'archive, Paris, Hermès, 2000
- en collaboration avec Jean-Marc Rietsch et Éric Caprioli, Dématérialisation et archivage électronique, Paris, Dunod, 2006
- Archiver, et après ?, Paris, Djakarta, 2007
- Sérendipité et autres curiosités, ÉLP Éditeur, 2013
- Des documents d'archives aux traces numériques. Identifier et conserver ce qui engage l'entreprise - La méthode Arcateg, Éditions KLOG, 2018

### Articles et communications à des colloques
- « La conservation à long terme des documents dynamiques et interactifs: InterPARES 2 », Document numérique, vol.8, n°2, p. 73-86.
- « L’archive numérique », in actes du colloque Textualité et nouvelles technologies, Montréal, Musée d’art contemporain, octobre 2001
- « Analyse comparée de l’emploi du mot "archives" dans les médias français », conférence internationale de la Table ronde des archives, Marseille, novembre 2002
- « Document trace et document source : la technologie numérique change-t-elle la notion de document ? », Revue I3, 2004
- « Essai de définition universelle du dossier », Document numérique, vol. 6, n°1-2, 2002
- « Archivage électronique : problématique et normes », Techniques de l’ingénieur, 2008
- « Rôle et applicabilité des normes », in actes du DLM Forum[2], Toulouse, décembre 2008
- « E-records management et diplomatique numérique », in actes du colloque DocSoc, Paris, novembre 2008
- « La constitution des fonds d’archives historiques est-elle sujette à l’erreur ? », actes du colloque L’Erreur archivistique[3], Université catholique de Louvain, 2007, Academia Bruylant, 2009, p.  153-168
- « Audiovisual archives selection », in actes du séminaire FIAT/IFTA, Stockholm, mai 2009
- « Le numérique trace, la mémoire passe... », communication à la journée Fulbi : Je me souviens…. de l’Internet : traces et mémoires du numérique[4], Paris, janvier 2010
- « L’ère numérique du faux », Médium, n° 31, avril-juin 2012, p. 46-66
- Le records management : concepts et usages, AFNOR, collection « Politique documentaire et gestion des collections », 2012
- Records Management : des normes à la réalité de terrain, ibidem, 2012
- « Secrets d’archives », Médium, n° 37-38, octobre-décembre 2013, p. 102-117
- « L’opposition millénaire archives/bibliothèques a-t-elle toujours un sens à l’ère du numérique ? », Bulletin des bibliothèques de France (dossier Bibliothèques et techniques), t. 57, n° 5, 2012, p. 26-29
- « Qu’est-ce qu’une archive audiovisuelle ? », L’Extension des usages de l’archive audiovisuelle, INA, 2014

### Blogs
- blog sur divers aspects de l’actualité
- blog sur des sujets professionnels